# Bahía de Poole
La bahía de Poole (del inglés: Poole Bay) se ubica sobre las costas meridionales del condado de Dorset (Inglaterra), en el canal de la Mancha. Con una profundidad relativamente escasa, se extiende desde el Puerto de Poole en el oeste hasta Hengistbury Head en el este. Sus costas presentan abruptos acantilados de arenisca con numerosos pasos que posibilitan el acceso a las playas debajo de los mismos. La zona costera forma parte de la Conurbación del Sureste de Dorset, bañando la bahía el litoral de Poole y de Bournemouth. A menudo es llamada Bournemouth Bay (“bahía de Bournemouth”), aunque el Consejo del condado y los consejos locales, así como también la Marine and Coastguard Agency, se apegan al nombre tradicional.
Durante los inviernos de 2005 y 2006, muchas de sus playas fueron rellenadas con 1,1 millones de m³ de arena obtenida a través del dragado del Puerto de Poole y otros 700.000 m³ procedentes de la Isla de Wight. El proyecto fue completado el 23 de enero de 2007.
El área de la bahía de Poole se formó principalmente durante el pleistoceno cuando el Solent —que a pesar de ser un estrecho en la actualidad, constituía el valle de un río en aquella época— corría a lo largo del sureste de Dorset y el oeste de Hampshire para desembocar luego al este de lo que hoy en día es la Isla de Wight. La sólida geología de los acantilados y el lecho marino de la bahía se componen de rocas de arenas de diferentes grosores. En Hengistbury Head, existen rocas más jóvenes.